# والری کالاچیخین
والری کالاچیخین (روسی: Валерий Алексеевич Калачихин؛ ۲۰ مهٔ ۱۹۳۹ – ۲۷ نوامبر ۲۰۱۴) بازیکن والیبال اهل شوروی بود.